# 乌克兰内阁荣誉证书

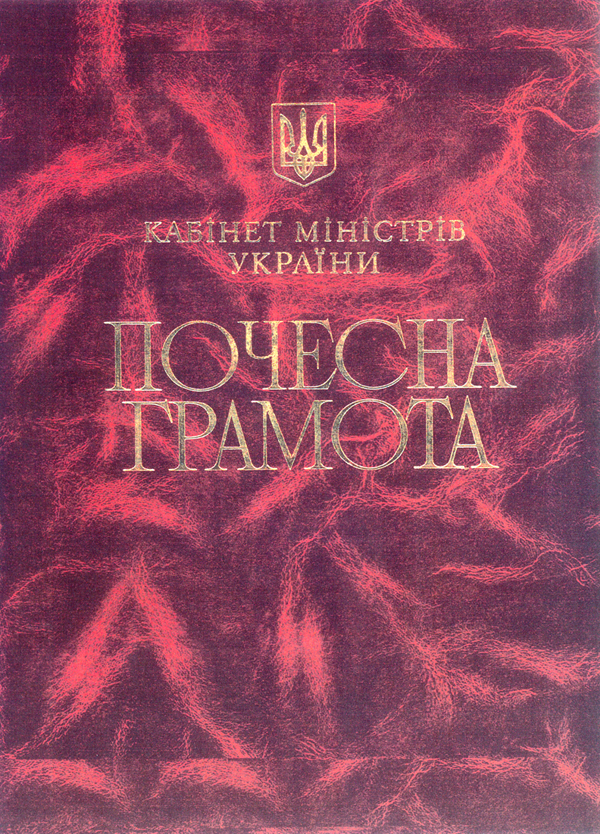
Kmu1

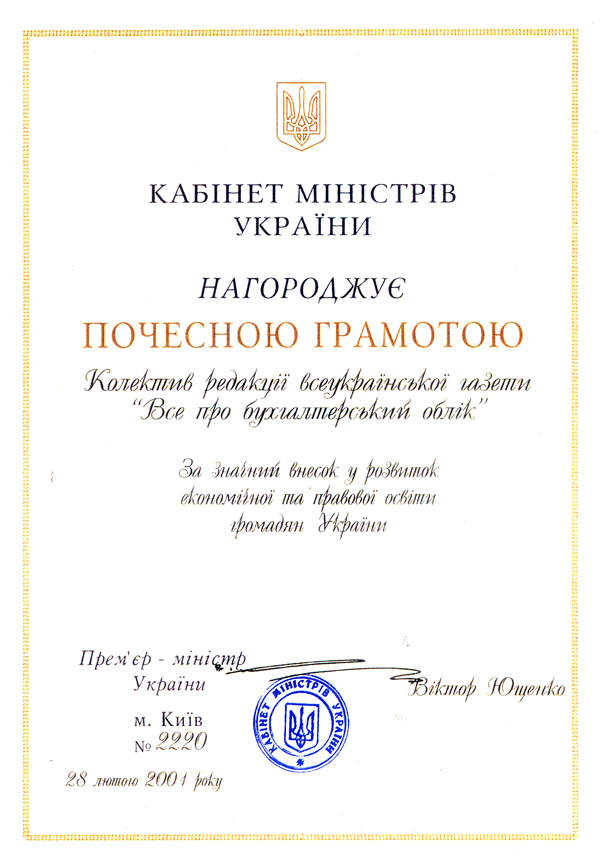
Kmu2

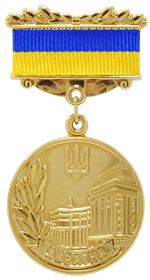
Medal-cabinet-ministrov-2010

乌克兰内阁荣誉证书（烏克蘭語：Почесна грамота Кабінету Міністрів України）是由烏克蘭內閣（政府）授予的奖项，表彰其多年的辛勤工作、模范履行公务以及对经济、科学、技术、社会文化、军事的个人贡献、公共和其他活动领域，为乌克兰人民提供服务，促进法治并采取措施确保保护公民的权利和自由、民主的发展以及行政机构和地方政府的有效运作。